# La Rabouilleuse
Pour les articles homonymes, voir La Rabouilleuse (homonymie).
La Rabouilleuse est un roman écrit par Honoré de Balzac en 1842. Il fait partie des Scènes de la vie de province de La Comédie humaine. D’abord partiellement publié dans La Presse en 1840, fréquemment remanié et intitulé Un ménage de garçon, l’ouvrage paraîtra sous son titre définitif La Rabouilleuse, avec un texte sans corrections dans l’édition Furne de 1843.
En français régional, une « rabouilleuse » est une personne qui agite l’eau avec une branche pour rabattre les poissons ou écrevisses vers les pièges.

## Résumé
L’action est relativement étalée dans le temps puisqu’elle débute en 1792 avec la présentation du père et du grand-père des personnages principaux, le docteur Rouget habitant la ville d’Issoudun, et se termine en 1830.
Le docteur Rouget, malin et tyrannique, a su profiter de la Révolution française pour s’enrichir. Il a de plus épousé l’aînée de la famille Descoings, négociants enrichis grâce à l’achat de biens nationaux, comme de nombreux personnages de La Comédie humaine (voir Eugénie Grandet). À sa mort, en 1805, il dispose d’une grande fortune qu’il lègue en quasi-totalité à son fils Jean-Jacques, en déshéritant sa fille Agathe, émigrée à Paris.
Celle-ci a épousé Bridau, fonctionnaire intègre qui voue sa vie à Napoléon. À la mort de son mari, Agathe Bridau se retrouve seule, avec peu de ressources pour élever ses deux fils, Philippe et Joseph. Ses ennuis financiers suivront l’étoile napoléonienne.
Philippe, militaire dans l’âme, fait la fierté de sa mère, alors qu'elle méprise le manque d'ambition et les penchants artistiques de Joseph. Mais bon à rien hors des champs de bataille, Philippe se refuse à servir les Bourbons après la chute de Napoléon. Un voyage aux États-Unis le rendra violent, buveur et voleur. Il complote, fait un séjour en prison, sombre dans les bas-fonds.
Au plus fort de ses problèmes d’argent, Agathe apprend que son riche frère Jean-Jacques est sous l’emprise d’une jeune et jolie paysanne recueillie par leur père, Flore Brazier, surnommée « la Rabouilleuse » (en français régional, une personne qui agite l’eau avec une branche pour rabattre les poissons ou écrevisses vers les pièges). Jean-Jacques n’ayant pas d’enfants, Agathe se rend avec Joseph à Issoudun pour tenter de récupérer une partie de la fortune qui leur est due. Ils échouent à cause de leur naïveté et fuient Issoudun, Joseph ayant été accusé à tort de tentative de meurtre par l’amant de la Rabouilleuse.

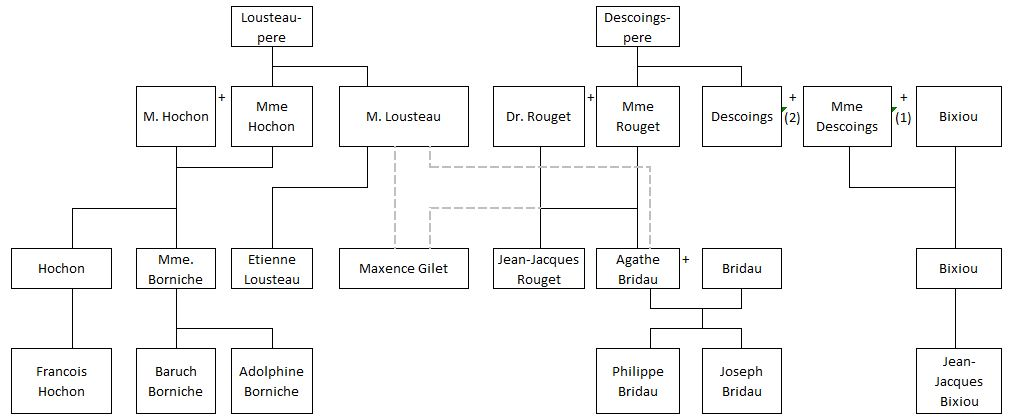

Philippe, maintenant brouillé avec sa mère, tente à son tour sa chance, avec plus de réussite. Il tue en duel l’amant de Flore et oblige son oncle à épouser la Rabouilleuse. L'oncle meurt bientôt, Philippe épouse à son tour Flore. À Paris, il l'abandonne à la prostitution, à la déchéance et à la mort. Désormais à la tête d’une fortune considérable après avoir été clochard, il réussit dans le monde, reçoit un titre de comte, sans donner le moindre sou pour sauver sa mère malade. Il ne sait cependant anticiper les changements politiques et doit partir en Algérie, où il est tué.
La fortune du père Rouget et le titre comtal de Philippe échoient finalement à Joseph, devenu un peintre reconnu mais resté généreux et désintéressé.

## Autour du livre
Cette saga familiale a été placée en 2003 par le critique britannique Robert McCrum en 12e place des « 100 plus grands romans de tous les temps ».

## Adaptations
Une adaptation théâtrale a été écrite par Émile Fabre et représentée une première fois le 11 mars 1903 au théâtre de l'Odéon et a été reprise à la Comédie-Française le 4 novembre 1936.
Des adaptations au cinéma :
- Honor of the Family, film américain de Lloyd Bacon, sorti en 1931.
- La Rabouilleuse, film français de Fernand Rivers, sorti en 1944.
- La Rabouilleuse, film franco-allemand de Louis Daquin, sorti en 1960.